# Pavao IV.
Pavao IV., lat. Paulus PP. IV. (Capriglia, 28. lipnja 1476. – Rim, 18. kolovoza 1559.), rođen kao Gian Pietro Carafa, 223. poglavar Katoličke Crkve, papa od 23. svibnja 1555. do smrti 1559. godine.

## Raniji život
Gian Pietro Carafa rodio se 28. lipnja 1476. godine u mjestu Capriglia kraj Avellina, u Kampaniji, od oca Giovannija Antonija Carafe, baruna od San Angela della Scala, i majke Vittorije Camponeschi. Obitelj Carafa bije je jedna od najpoznatijih plemićkih obitelji u Napulju. S četrnaest godina pokušao se pridružiti dominikanskom redu, čemu se njegov otac energično protivio. Godine 1494. odlazi u Rim kod svoga strica Olivera Carafe (1430. – 1511.), gdje je studirao filozofiju, teologiju i kanonsko pravo. Stekao je izvrsno znanje grčkog i hebrejskog jezika. O tome kada je postao svećenikom, ne postoje pouzdani zapisi.  Iste godine stric ga dovodi na papinski dvor gdje postaje tajni komornik pape Aleksandra VI. (1492. – 1503.). Od 1500. godine obnaša dužnost apostolskog protonotara. Kada je njegov stric Oliverio Carafa napustio mjesto biskupa u Chietiju, papa Julije II. (1503. – 1513.) na to mjesto imenuje Gian Pietra, koji je posvećen za biskupa Chietija 18. rujna 1505. godine, gdje će ostati do 1513. godine. Vraća se u Rim, gdje sudjeluje u radu Petog lateranskog koncila (1512. – 1517.). Od 1513-1514. godine, kao izaslanik pape Lava X. (1513. – 1521.), boravi u diplomatskoj misiji u Engleskoj, a potom kao nuncij u Flandriji i Španjolskoj. Car Karlo V. (1519. – 1556.) imenuje ga 20. prosinca 1518. godine metropolitom nadbiskupije Brindisi-Ostuni. Bio je vrlo predan reformi crkve i kombinirao je asketski život s humanističkim idejama, te se dopisivao s Erazmom Roterdamskim (1465. – 1536.), nizozemskim filozofom i humanistom. Kasnije je napustio svoje humanističke simpatije zbog svoga neslaganja prema pomirenju s protestantima. Tijekom kratkog pontifikata pape Hadrijana VI. (1523.), sudjeluje u reformi rimske kurije, koju je pokrenuo taj nizozemski papa. Godine 1524. uz odobrenje pape Klementa VII. (1523. – 1534.), napušta biskupsku stolicu u Brindisiju i zajedno s Gaetanom Thieneom (1480. – 1547.); (sveti Kajetan iz Tijene), osniva Red regularnih klerika, pučki zvanih Teatinci, te postaje njihov prvi predstojnik Reda. Nakon pljačke Rima 1527. godine od strane vojske cara Karla V., teatinci odlaze u Veneciju. Na poziv novog pape Pavla III. (1534. – 1549.) teatinci se vračaju u Rim, a Carafa je imenovan članom odbora za projekt reforme papinskog dvora. Isti papa imenuje ga 22. prosinca 1536. godine kardinalom. U narednim godinama obnašao je više dužnosti; kamerlengo Kardinalskog zbora; generalni inkvizitor Rimske inkvizicije (prefekt kongregacije Svetog Uficija); od 1549. godine nadbiskup Napulja i od 1553. dekan Kardinalskog zbora. Iako je kardinal Carafa bio visoko obrazovan, u razmišljanju je ostao konzervativan, a moglo bi se reći i nazadan. Njegov omiljeni autor bio je sveti Toma Akvinski (1225. – 1274.). 

## Izbor za papu
Nakon vrlo kratkog pontifikata pape Marcela II., koji je umro 1. svibnja 1555. godine, nakon samo 22 dana pontifikata, konklave su započele 15. svibnja i u njima je sudjelovalo svih 56 živućih kardinala. Ozračje je bilo vrlo napeto, jer su se pojavile glasine da će francuska vojska, koja je bila stacionirana u Italiji, i trupe cara Karla V., koje je predvodio firentinac Pietro Strozzi, umarširati u Rim i prisiliti kardinale da glasuju po željama njihovih vladara. Pošto su obje vojske opozvane, kardinali su mogli bez straha početi s glasovanjem. Nakon više neuspjelih glasovanja, nijedan kardinal nije dobio potrebnu dvotrećinsku većinu za izbor. Tada je komornik Guido Ascanio Sforza predložio kandidaturu sedamdeset osam godina starog dekana Kardinalskog zbora Gian Pietra Carafu, i uspio uvjeriti ostale kardinalne frakcije. Stoga su Carafu podržale i francuska i talijanska frakcija, ali bez obzira na to nedostajala su tri glasa da bi se postigla potrebna većina. Kardinal de la Cueva y Toledo oštro se usprotivio i naglasio da car Karlo V. nije dao podršku Carafinoj kandidaturi, iako su neki kardinali povezani s carem glasali u korist Carafe. Carafa je tada aklamacijom izabran 23. svibnja 1555. i odlučio se za ime Pavao IV. u znak sjećanja na svog prethodnika Pavla III.

## Ponitifikat
Zagovornici reformi su oduševljeno prihvatili njegov izbor, ali se ubrzo pokazalo da od toga neće biti ništa. Tek je pripremljen put istoj. Kao zakleti protivnik protestantizma dao je Rimskoj inkviziciji ovlasti da se bori protiv krivovjerja i njezino vodstvo povjerio kardinalu Antoniju Micheleu Ghislieriju (budući papa Pio V.). Po Papinim sugestijama 1559. godine inkvizicija izdaje novi Indeks zabranjenih knjiga. Smatrao je da Židovi podržavaju protestantizam pa uvodi represalije prema njima. Među ostalim, Židovi su morali na odjeći nositi vidljiva obilježja svoje pripadnosti. To je prva takva odredba u povijesti. Samo mjesec i pol dana nakon svoga izbora, imenovao je kardinalom svoga nećaka Carla Carafu (1517. – 1561.), čovjeka krajnje nedostojnog za tu čast i bez ikakve crkvene naobrazbe. Pod njegovim utjecajem Papa se povezao s Francuzima i stupio u rat protiv Španjolaca. Papinska vojska je potučena, pa je Pavao IV. morao 1557. godine u Cavi potpisati primirje. Papa je svoju rodbinu obogatio novcem i imanjima oduzetim svojim protivnicima. Utjecajnog kardinala Giovannija Girolama Moronea (1509. – 1580.) izveo je pred sud zbog sumnje u herezu i dao ga zatvoriti. I ostali njegovi politički potezi bili su uglavnom pogrešni. Sukobio se s engleskom kraljicom Marijom I. (1553. – 1558.), te je nakon njezine smrti došlo do potpune prevlasti protestantizma u cijeloj Engleskoj. Slično kao što je činio papa Aleksandar VI. (1492-1503.), i papa Pavao IV. je pokušao prigrabiti moć za svoje nećake i obitelj Carafa. Nećaci pape Pavla IV. vladali su na vrlo brutalan način i zloupotrijebili svoju moć do te mjere da je 1559. godine Papa bio prisiljen intervenirati, kako bi ih obuzdao. Kardinal Carlo Carafa smijenjen je i protjeran iz Rima. Reakcija je bila zakašnjela i Papin ugled je poljuljan. Postao je nepopularan, a njegov pontifikat je označen kao razočaravajući. Papa Pavao IV. umro je u predvečerje 18. kolovoza 1559. godine. Bio je strogo pravovjeran, netolerantan i autoritativan, pa su nakon njegove smrti u Rimu izbili spontani neredi. Masa naroda je provalila u prostorije inkvizicije i oslobodila sve zatvorenike koji su se tamo nalazili, a Papin kip je razbijen. Papa je potajno sahranjen u kripti Svetog Petra, a papa Pio V. (1566. – 1572.) ga prebacuje u baziliku svete Marije iznad Minerva.